# 2022年冬季残疾人奥林匹克运动会斯洛伐克代表团
2022年冬季残疾人奥林匹克运动会斯洛伐克代表团是斯洛伐克派出的2022年冬季残疾人奥林匹克运动会代表团。获得3枚金牌和3枚铜牌。